# Sushila Nayyar
Sushila Nayyar, scritto anche 'Nayar' (Kunja, Punjab, 26 dicembre 1914 – Sevagramma, 3 gennaio 2001), è stata un medico e politica indiana, seguace del Mahatma Gandhi per tutta la vita. Svolse un ruolo di primo piano nella salute pubblica, nell'educazione medica e nella ricostruzione sociale e rurale in India. Divenne il medico personale di Gandhi e un membro importante della sua cerchia ristretta. In seguito, scrisse diversi libri basati sulle sue esperienze. Nell'India post-indipendenza, partecipò alle elezioni per una carica politica e fu ministro della Sanità dell'India per due volte, dal 1952 al 1955 e dal 1962 al 1967.
Suo fratello, Pyarelal Nayyar, era il segretario personale di Gandhi.

## Biografia
Nacque il 26 dicembre 1914 a Kunjah, una piccola città nel distretto del Gujarat del Punjab (ora in Pakistan). Sviluppò una precoce attrazione per gli ideali gandhiani attraverso suo fratello e da bambina incontrò Gandhi a Lahore. Si recò a Delhi per studiare medicina al Lady Hardinge Medical College, dove conseguì il MBBS e il MD. Durante i suoi giorni al college, rimase in stretto contatto con i Gandhi. 

### Con Gandhi durante la lotta per la libertà dell'India
Nel 1939 Sushila andò a Sevagram per unirsi a suo fratello, e divenne rapidamente una stretta collaboratrice dei Gandhi. Poco dopo il suo arrivo, scoppiò il colera a Wardha e la giovane laureata in medicina affrontò l'epidemia quasi da sola. Gandhi lodò la sua forza d'animo e dedizione al servizio e, con la benedizione di B.C. Roy, la nominò suo medico personale. 

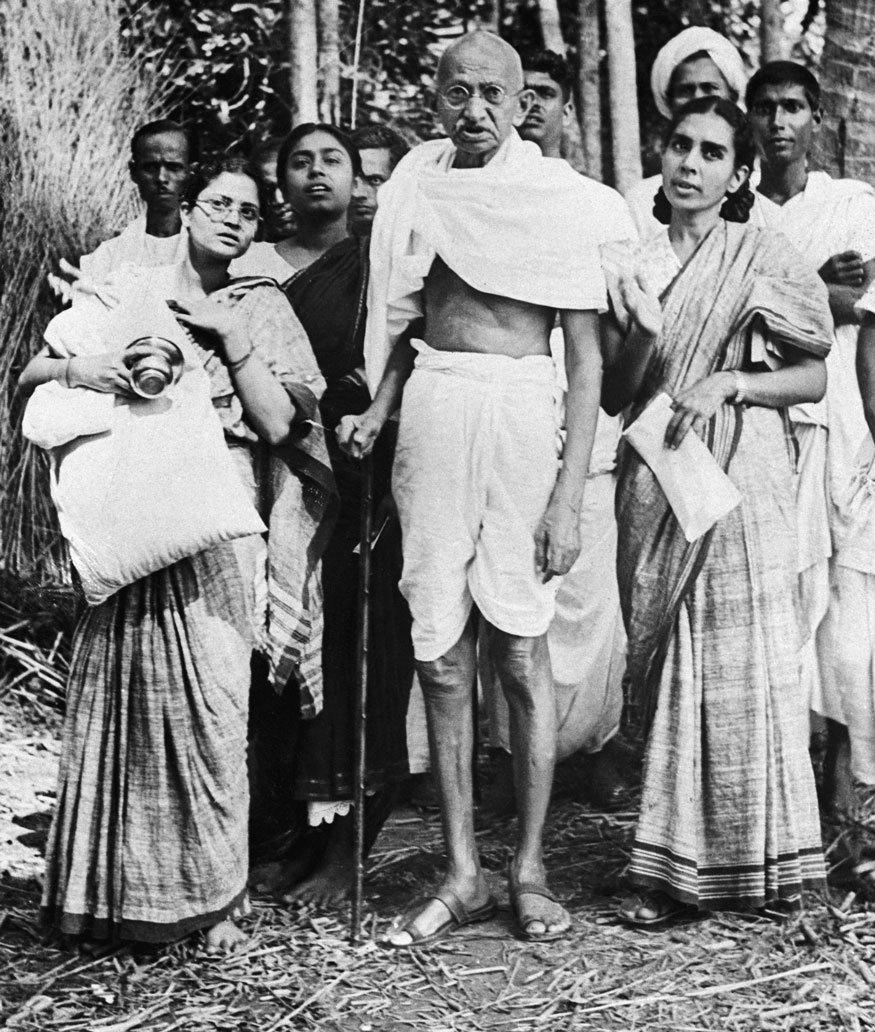
Sushila Nayyar (nella foto a destra) e il Mahatma Gandhi

Nel 1942 tornò ancora una volta al fianco di Gandhi, per prendere parte al movimento Quit India che stava spazzando il paese. Quell'anno fu imprigionata insieme ad altri importanti gandhiani nel Palazzo dell'Aga Khan a Poona.
Nel 1944 aprì un piccolo dispensario a Sevagram, ma ben presto crebbe così tanto da disturbare la pace dell'ashram, e lo trasferì in una pensione donata dai Birla, a Wardha. Nel 1945 questa piccola clinica divenne formalmente l'Ospedale Kasturba (ora l'Istituto Mahatma Gandhi di Scienze Mediche). Questa volta, tuttavia, fu molto tesa; diversi attentati furono fatti alla vita di Gandhi, tra cui quello di Nathuram Godse, l'uomo che alla fine lo uccise. Sushila Nayyar ha testimoniò in diverse occasioni su quegli  attacchi. Nel 1948 comparve davanti alla Commissione Kapur in merito all'incidente di Panchgani nel 1944, quando Nathuram Godse cercò di attaccare Gandhi con un pugnale.
Essendo una stretta collaboratrice del Mahatma Gandhi, Sushila Nayyar fu una delle donne a prendere parte ai suoi test di celibato.
Dopo l'assassinio di Gandhi nel 1948 a Delhi, Sushila Nayyar si recò negli Stati Uniti, dove si specializzò in sanità pubblica presso la Johns Hopkins School of Public Health. Tornata in India nel 1950, aprì un sanatorio per la tubercolosi a Faridabad, la cittadina modello alla periferia di Delhi istituita su linee cooperative dal collega gandhiano Kamaladevi Chattopadhyay. Nayyar diresse anche la Gandhi Memorial Leprosy Foundation.

### Carriera politica
Nel 1952 entrò in politica e fu eletta all'Assemblea legislativa di Delhi. Dal 1952 al 1955 fu ministro della sanità nel gabinetto di Nehru. Fu poi presidente del Delhi Vidhan Sabha (come era stata rinominata l'Assemblea statale) dal 1955 al 1956. Nel 1957 fu eletta alla Lok Sabha, nella circoscrizione di Jhansi, e rimase in carica fino al 1971. Fu nuovamente ministro della sanità dell'Unione dal 1962 al 1967. 
Ad un certo punto si mostrò contraria all'imposizione dello stato di emergenza voluto dall'allora primo ministro Indira Gandhi e si unì al partito di opposizione Janata. Venne eletta alla Lok Sabha da Jhansi nel 1977, quando il suo nuovo partito giunse al potere rovesciando il governo di Indira Gandhi. In seguito si ritirò dalla politica per dedicarsi all'ideale gandhiano. Aveva fondato l'Istituto di Scienze Mediche Mahatma Gandhi nel 1969 e rimase impegnata a limitare le sue energie allo sviluppo e all'ampliamento.

### Vita privata e morte
Rimase nubile per tutta la vita. Il 3 gennaio 2001 morì a 86 anni a causa di un arresto cardiaco.

## Le sue idee
Sushila Nayyar è stata profondamente influenzata dalla filosofia gandhiana del duro lavoro e dell'astinenza. Era una seguace del pensiero gandhiano. Era fortemente convinta della necessità del proibizionismo e lo collegava alle preoccupazioni domestiche delle donne povere le cui vite erano spesso rovinate dall'alcolismo dei loro mariti. Era anche una convinta attivista per la pianificazione familiare, vedendola ancora una volta come un potere essenziale per le donne, in particolare per le donne povere. Nella sua vita personale, praticava una disciplina rigorosa e si aspettava questo anche dai suoi seguaci, accoliti e studenti. Faceva parte della cerchia di giovani donne che seguirono Gandhi e rimasero profondamente impressionate dal suo carisma e dal suo magnetismo, tanto che divenne il fulcro centrale della loro vita. Non si sposò mai. In un'epoca in cui era estremamente difficile per le giovani donne single avere una carriera, è riuscita con pura grinta e dedizione a ritagliarsi una vita per se stessa senza concessioni al suo genere o al suo status.Credeva anche, come Gandhi, che non esistesse un lavoro sporco e che la medicina richiedesse un coinvolgimento diretto con i pazienti e i loro disturbi, indipendentemente dalla delicatezza femminile o dalla schizzinosità delle caste superiori. Tuttavia, poteva anche essere autoritaria e spietata riguardo alle debolezze degli altri, e si aspettava livelli simili di sacrificio e spietatezza da coloro che la circondavano.

## Opere
- The Story of Bapu's Imprisonment (1944)
- Kasturba, Wife of Gandhi (1948)
- Kasturba Gandhi: A Personal Reminiscence (1960)
- Family Planning (1963)
- Role of Women in Prohibition (1977)
- Mahatma Gandhi: Satyagraha at Work (Vol. IV) (1951)
- Mahatma Gandhi: India Awakened, (Vol. V)
- Mahatma Gandhi: Salt Satyagraha – The Watershed, (Vol. VI)
- Mahatma Gandhi: Preparing For Swaraj, (Vol. VII)
- Mahatma Gandhi: Final Fight For Freedom, (Vol. VIII) (c. 1990)
- Mahatma Gandhi: The Last Phase (completato per suo fratello Pyarelal, il decimo volume della sua biografia di Gandhi, pubblicato dalla Navajivan Publishing House)